# Lentiol
Lentiol é uma comuna francesa na região administrativa de Auvérnia-Ródano-Alpes, no departamento de Isère. Estende-se por uma área de 7,6 km². Em 2010 a comuna tinha 236 habitantes (densidade: 31,1 hab./km²).